# Atentado de Quetta de enero de 2020
El primer atentado en Quetta de 2020 se produjo el 10 de enero dentro de una mezquita dirigida por el Talibán, el saldo de víctimas mortales fue de 15 personas. Al menos otras 19 personas resultaron heridas. El Estado Islámico del Gran Jorasán se adjudico el ataque.

## Antecedentes
Anteriormente, el 7 de enero de 2020, se produjo un atentado con bomba cerca de un vehículo de Frontier Corps en McConaghey Road cerca de Liaquat Bazar en Quetta. El ataque mató a dos personas e hirió a otras 14 más. Según los informes, Jamaat-ul-Ahrar y terroristas baluchis se atribuyeron la responsabilidad del ataque.

## Bombardeo
El 10 de enero de 2020, tuvo lugar un atentado suicida dentro de una mezquita dirigida por los talibanes ubicada en el barrio de Ghousabad durante la oración del Magreb en el área de Ciudad Satélite de Quetta. La bomba había sido colocada dentro de un seminario en la mezquita. Entre los muertos se encontraba un superintendente adjunto de policía, el objetivo aparente del ataque, junto con 14 civiles. Al menos otras 19 personas resultaron heridas. El Estado Islámico se atribuyó la responsabilidad del atentado. Dijeron que el bombardeo causó 60 víctimas, incluidos 20 muertos.

## Respuesta
El equipo de eliminación de bombas y el personal de seguridad recorrieron la mezquita y sus alrededores en busca de pruebas. El área fue acordonada y personal de Frontier Corps junto con la policía realizaron un operativo de búsqueda. El 11 de enero de 2020, el Departamento de Lucha contra el Terrorismo registró un primer informe de información contra sospechosos desconocidos.